# Джон Девіс (мореплавець)
Джон Де́віс (англ. John Davis; 1550 — 29 грудня 1605) — один із головних англійських мореплавців і дослідників в добу Єлизавети I, плавав у полярних областях і на Далекому Сході.

## Раннє життя
Він був єдиним сином і спадкоємцем свого батька-лорда, але після закінчення Ліверпульської морехідної школи, маючи двадцять один рік, волів покинути службу королеві, і на одному з кораблів батька вийшов у море на пошуки пригод.

## Три морські подорожі
Захоплюючись відкриттям і дослідженням нових земель, Девіс не пропускав нагоди взяти на абордаж іспанське або французьке судно. Він здійснив ряд плавань, які поставили його ім'я в один ряд з відомими мореплавцями і піратами. Так, йому належить честь бути повторним відкривачем (після вікінгів) Гренландії в 1585 році. У друге плавання в 1586 році він відкрив затоку Камберленд Баффінової Землі, детально обстежив північноамериканське узбережжі і визначив точне місцезнаходження Гудзонової протоки. У третє плавання в 1587 році він знову обстежив Гренландію, просунувшися на північ до 72° 12' пн. ш. Створені ним точні карти проклали шлях для подальших дослідників.

## Досягнення
- Проведені ним спостереження сприяли розвитку англійського китобійного промислу;
- Девіс є винахідником декількох навігаційних інструментів, у тому числі подвійного квадранта Девіса;
- Також він автор книг про морехідну справу;
- Мореплавець відкрив Фолклендські острови.

## Одруження
Біля виходу з Магелланової протоки в Атлантику невеликий піратський корабель «Black Death» («Чорна смерть») під командуванням Девіса, 21 березня 1592 атакував галеон «Інфанта», що віз золото з Перу до Іспанії. У цієї події, яка мала наслідки для історії географічних відкриттів, була романтична передісторія. Незадовго до цього пірати захопили в Карибському морі французьке судно, і капітан Девіс взяв у полон юну мандрівницю графиню Терезу де Бурже. Сорокадворічний Девіс запропонував графині руку і серце.
Тереза де Бурже жадала гострих відчуттів, але їй не чужа була і практичність. Розуміючи, що дружина пірата втратить спадок — як свій, так і чоловіка, — вона бажала забезпечити своє майбутнє. Девіс обіцяв все влаштувати, і тут підвернулася «Інфанта». Ось уже в борт галеона вчепилися абордажні гаки, коли Девіс зауважив три військові іспанських судна, що складали ескорт галеона. Насилу відчепилися, Девіс на всіх вітрилах кинувся у відкрите море. На третій день переслідувані опинились поблизу скелястої гряди — обійти її було неможливо, а на хвості висіли іспанці. На щастя піратів, несподівано спустився туман і війнув вітер. Команда корабля «Black Death» спустила шлюпки і почала буксирувати корабель до берега. Сховавши його за скелями, англійці залишили на відкритих каменях дошки, запасні щогли, обривки вітрил і розбиту шлюпку. Іспанці вважали піратів загиблими і повернули назад. Так Джон Девіс відкрив Фолклендські острови. На цих островах до наших днів живуть нащадки Джона і Терези.

## Смерть
У 1601—1603 Девіс супроводжував сера Джеймса Ланкастера з британської Ост-Індської компанії, а в грудні 1604 року відплив ще з тією ж метою із Едвардом Мічелдормом. На цьому шляху він був убитий японськими піратами біля Малайського півострова. Опис останнього рейсу Девіса був здійснений Мічелдормом після повернення в Англію у 1606 році.